# Yasser El Halaby
Yasser El Halaby (* 30. September 1984 in Kairo) ist ein ehemaliger ägyptischer Squashspieler.

## Karriere
Yasser El Halaby begann seine Profikarriere im Jahr 2000 und gewann fünf Titel auf der PSA World Tour. Seine höchste Platzierung in der Weltrangliste erreichte er mit Rang 40 im Februar 2008. Von 2002 bis 2006 besuchte er die Princeton University und schloss ein Studium der Philosophie ab. Für Princeton war er auch im College-Sport aktiv und sehr erfolgreich. Bei Weltmeisterschaften trat er mehrfach in der Qualifikation an, 2007 erreichte er das einzige Mal die letzte Qualifikationsrunde.
Sein letztes Turnier bestritt er 2010 beim Tournament of Champions. Zu dieser Zeit arbeitete er bereits in der Bankbranche. Er hat einen Bruder und eine Schwester.

## Erfolge
- Gewonnene PSA-Titel: 5